# Draco formosus
Espèce
Draco formosus est une espèce de sauriens de la famille des Agamidae.

## Répartition
Cette espèce se rencontre en Malaisie péninsulaire, dans le sud de la Thaïlande et sur Natuna en Indonésie. 

## Publication originale
- Boulenger, 1900 : Description of new batrachians and reptiles from Larut Hills, Perak. Annals and Magazine of Natural History, sér. 7, vol. 6, p. 186-193 (texte intégral).